# Rhynchina desquamata
Rhynchina desquamata är en fjärilsart som beskrevs av Embrik Strand 1920. Rhynchina desquamata ingår i släktet Rhynchina och familjen nattflyn. Inga underarter finns listade.